# Hagia Sophia (Iznik)
De Hagia Sophia of Kerk van de Heilige Wijsheid (Grieks: Ἁγία Σοφία; betekenis: Heilige Wijsheid, Turks: Ayasofya) is een voormalig kerkgebouw in de Turkse stad Iznik, het vroegere Nicea.

## Geschiedenis
De Hagia Sophia werd tijdens de regering van de Byzantijnse keizer Justianus I gebouwd als koninklijke kapel. In het jaar 787 vond op initiatief van keizerin Irene in de kerk het zevende oecumenisch concilie plaats om een oordeel te geven over de iconenverering. In 1065 verwoestte een aardbeving deze kerk, waarna de huidige kerk werd gebouwd. Nadat de Ottomanen de stad onder leiding van Orhan I veroverden, werd de kerk in een moskee omgevormd. Naast de kerk werden een madrassa en hamam toegevoegd, in de noordwestelijke hoek van de kerk verrees een minaret en aan de zuidelijke apsis een gebedsnis. Een brand in het midden van de 15e eeuw verwoestte het gebouw. Süleyman I liet het gebouw door de architect Mimar Sinan opnieuw renoveren. Hierbij ging een deel van de oorspronkelijke structuur van het interieur verloren. Met de afname van de welvaart van de stad Iznik twee eeuwen later trad ook het verval in van de Hagia Sophia en nadat het dak instortte werd het gebouw verlaten.

## Museum

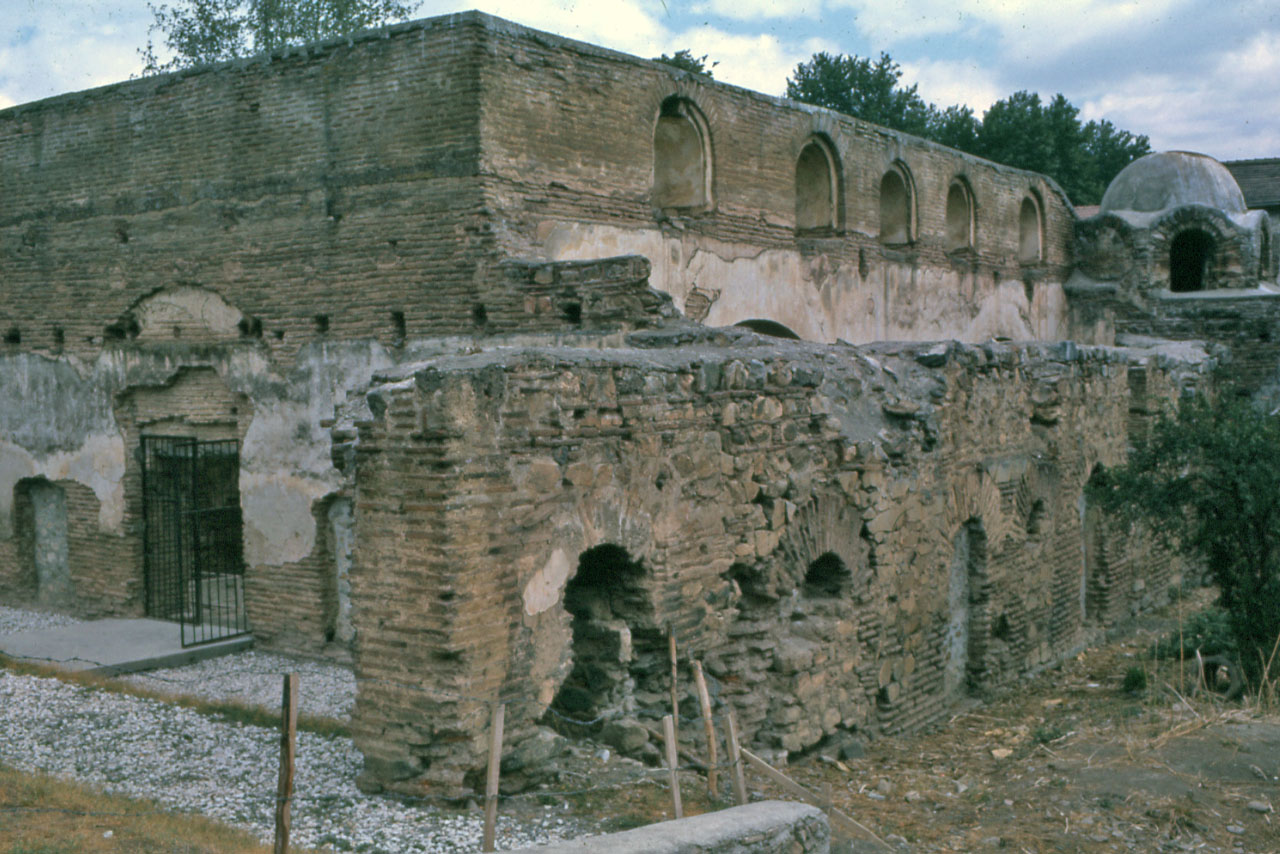
Hagia Sophia in 1962. Foto Paolo Monti.

Tijdens archeologisch onderzoeken in 1935 en 1953 werden de kleurrijke mozaïeken op de vloer ontdaan van het vuil en gereinigd. Om de muren van het gebouw weer volledig naar zijn recht te laten komen werd recenter de grond tot 2,5 meter afgegraven. Van de madrassa en het badhuis uit 1331 resteert tegenwoordig niets meer. Het gebouw werd na een restauratie in 2007 heropend als een museum van de staat. Jaarlijks trok het museum duizenden toeristen.

## Herbestemming tot moskee in 2011
In oktober 2011 werd het museum wegens verbouwing voor enige dagen voor het publiek gesloten door Vakıflar Genel Müdürlüğü, een gouvernementele organisatie die zich bezighoudt met de instandhouding van oude monumenten. Na de heropening bleek het gebouw geschikt te zijn gemaakt als islamitisch gebedshuis. Een houten platform met tapijten bedekt sindsdien de vloer en in de gebedsnis zijn plaquettes met soera's uit de Koran aangebracht en het bord met de naam van het museum was vervangen door een bord met Ayasofya Camii (Hagia Sophia-moskee). Op 6 november 2011 werd het gebouw officieel in gebruik genomen als moskee. De omvorming van het museum tot moskee was een initiatief van vicepremier Bülent Arınç. De transformatie van museum tot moskee is onder de bevolking van het stadje, dat zich profileert als bestemming voor christelijke pelgrims, een bijzonder omstreden initiatief. Er wordt door tegenstanders gewezen op de aanwezigheid van voldoende moskeeën in Iznik. Plaatselijke bedrijven vrezen een terugval van het aantal christelijke pelgrims. Bovendien vindt de oproep tot gebed vanaf de minaret van de Hagia Sophia nauwelijks gehoor. Ook het Oecumenisch patriarchaat van Constantinopel diende (vergeefs) een protest in tegen de nieuwe bestemming van de oude kerk.
De omvorming van de Iznikse Hagia Sophiakerk tot moskee is niet een op zichzelf staand voorval. Er worden ook pogingen ondernomen om de gelijknamige byzantijnse kerken in Istanbul en Trabzon in islamitische gebedshuizen te veranderen.

## Afbeeldingen

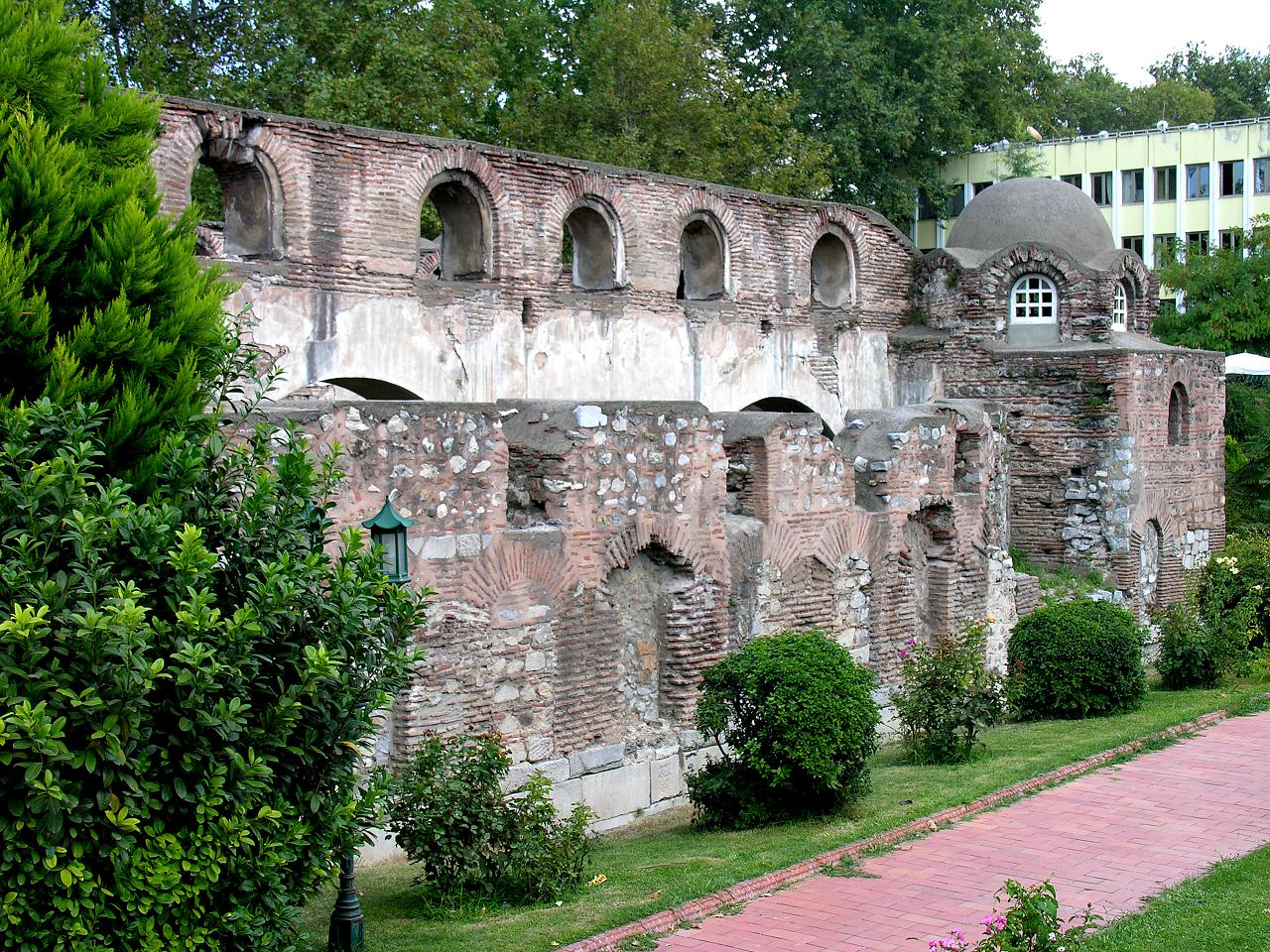
De kerk voor de restauratie (2005)
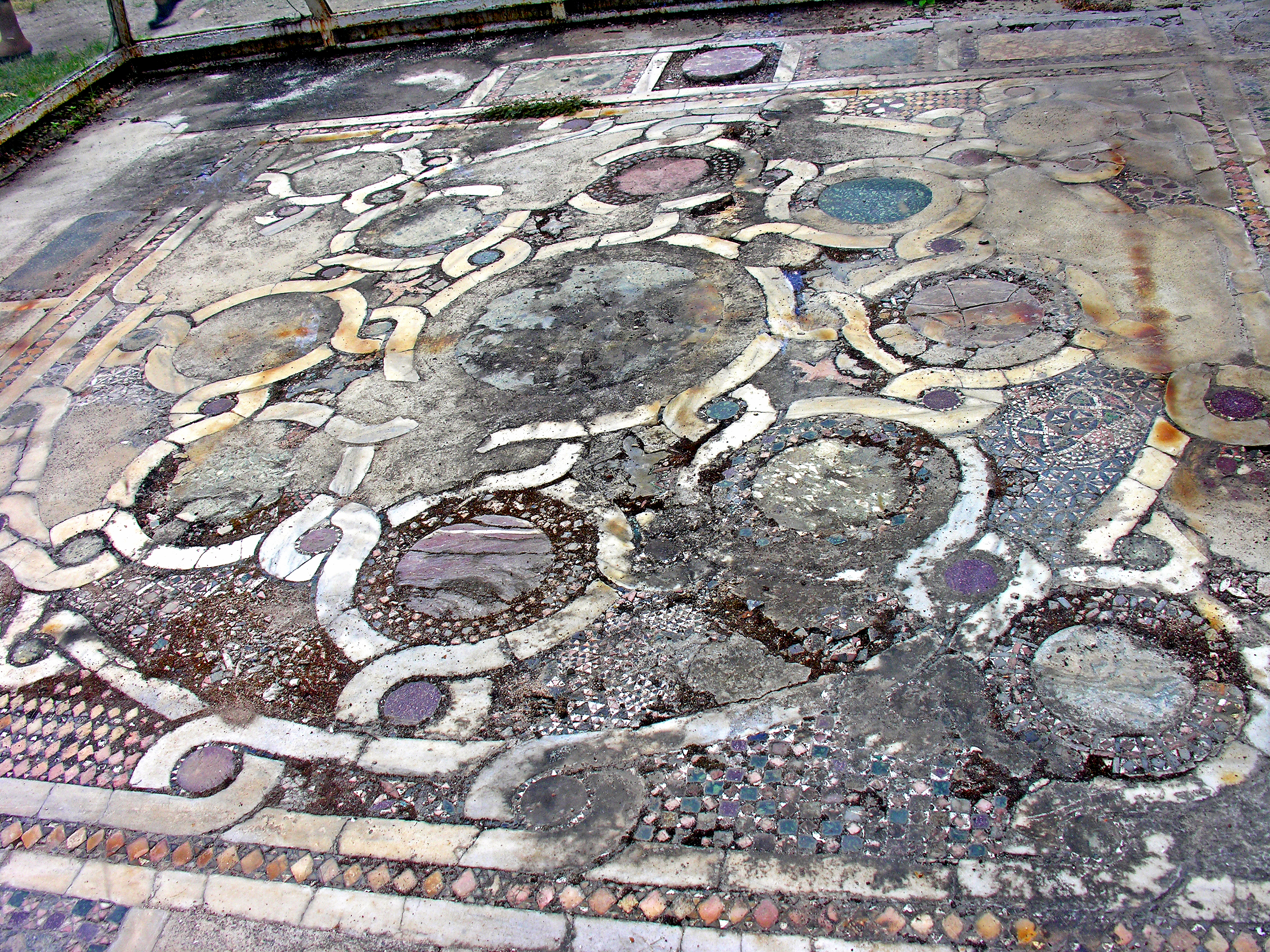
De mozaïekvloer
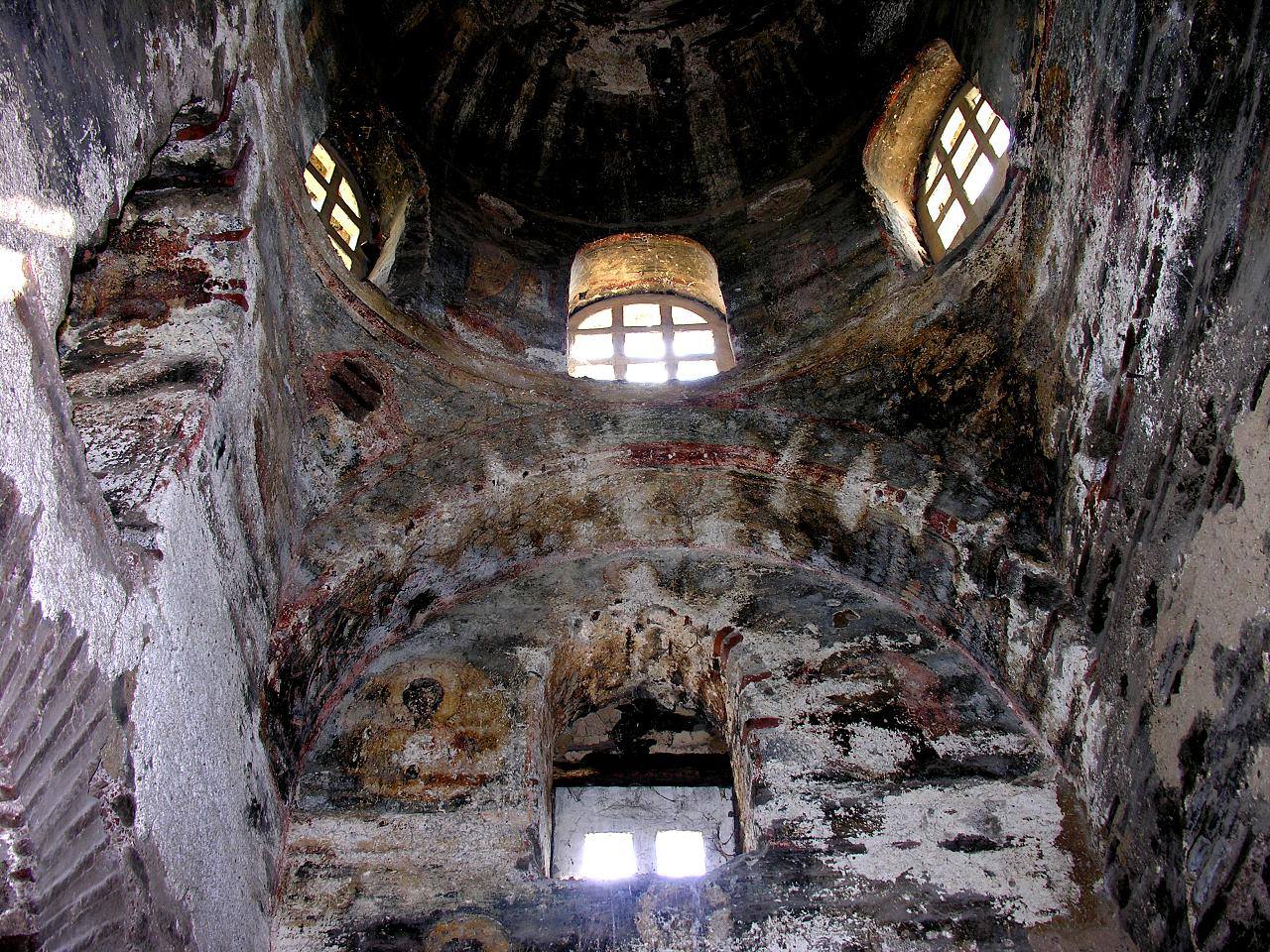
Koepel met restanten van fresco's
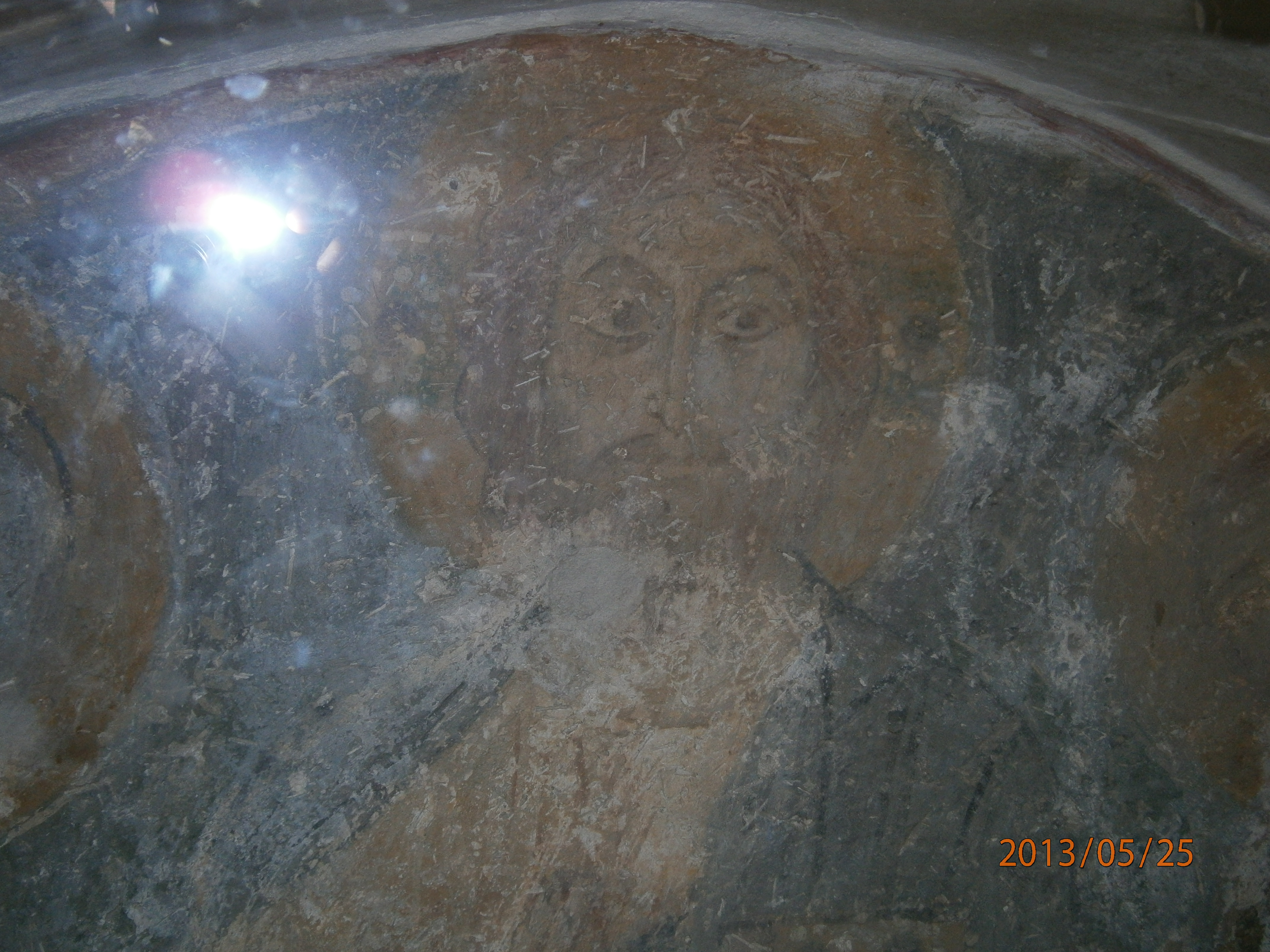
Fragment fresco
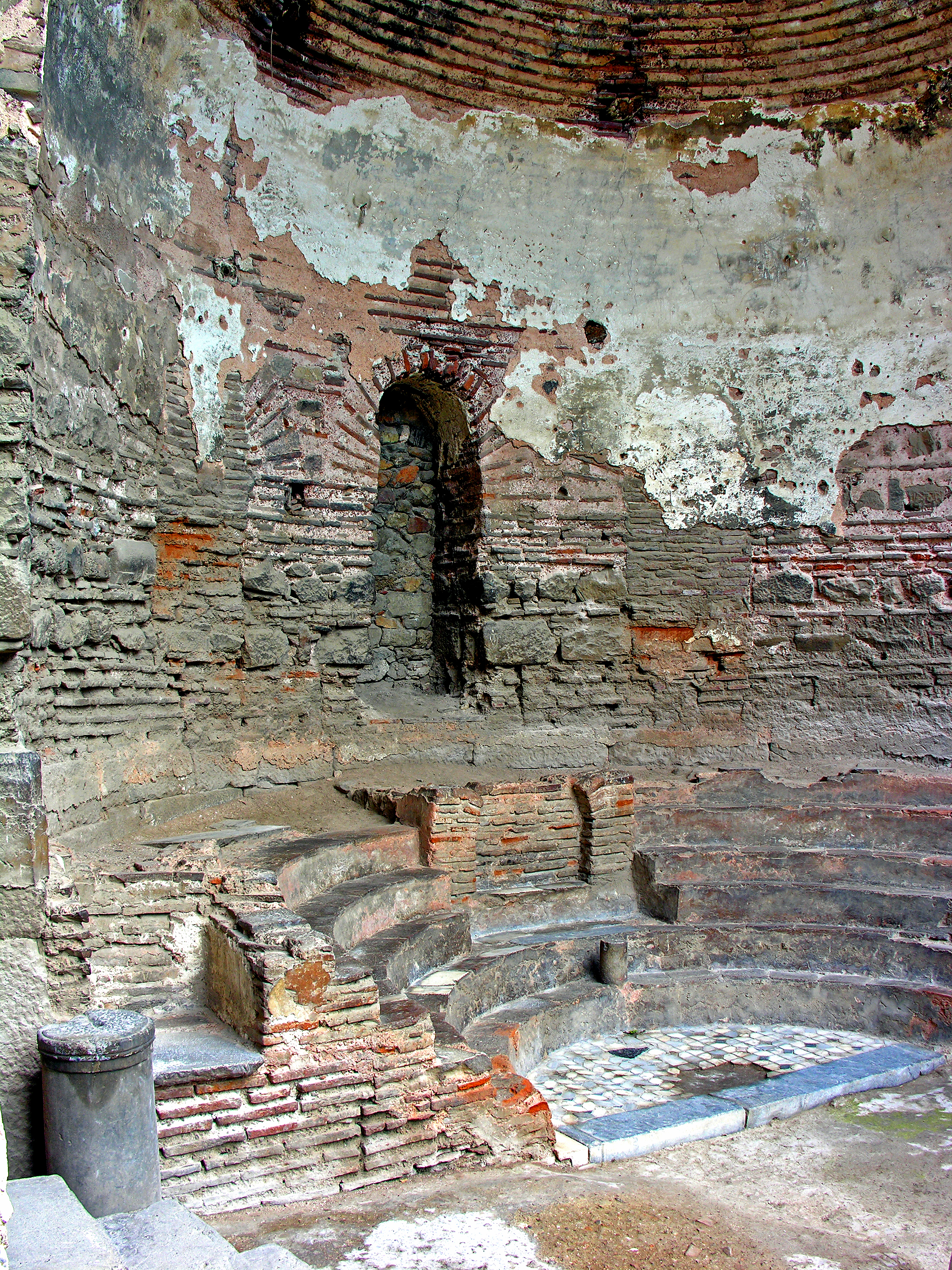
synthronon in de centrale apsis